# Otto Hardwick
Otto Hardwick, detto Toby (Washington, 31 maggio 1904 – Washington, 5 agosto 1970), è stato un sassofonista jazz statunitense, noto soprattutto per la sua militanza nell'orchestra di Duke Ellington.

## Biografia
Nativo di Washington, Hardwick aveva cominciato a suonando il basso, passando poi al C-melody sax e infine al sax contralto, ma nei suoi primi tempi con l'orchestra di Ellington comparve anche sporadicamente al clarinetto e al violino, oltre che al basso e agli altri sassofoni.  Amico d'infanzia di Ellington Hardwick era già nella prima formazione di Ellington (1919). In seguito, Hardwick lavorò anche con il banjoista Elmer Snowden al Murray's Casino.
Nel 1923, sotto la direzione di Snowden, Ellington, Hardwick, il trombettista Arthur Whetsol, e il batterista Sonny Greer si trasferirono a New York sotto il nome di The Washingtonians. Dopo che un disaccordo finanziario con Snowden facesse sì che quest'ultimo uscisse dal gruppo, Duke Ellington divenne il nuovo direttore. Dopo quest'episodio la fama del gruppo continuò a crescere, con un ingaggio al Kentucky Club (vicino a Times Square) dove conobbero Irving Mills, che sarebbe diventato il produttore di Ellington.
Hardwick, che era considerato uno dei buontemponi del gruppo originale, abbandonò l'orchestra nel 1928 per andare in Europa, dove suonò con Noble Sissle, Sidney Bechet e l'orchestra di Nekka Shaw, fondando anche un proprio gruppo prima di tornare a New York nel 1929.
Dopo un breve incarico con Chick Webb (1929), Hardwick diresse un proprio gruppo, con Chu Berry e Fats Waller, all'Hot Feet Club(1930) e allo Small's Paradise. Questo era un ottimo gruppo che si dice abbia battuto anche l'orchestra di Ellington nel corso di un confronto. Dopo un breve ingaggio con Elmer Snowden, Hardwick tornò con Ellington nel 1932.
James Lincoln Collier  nella sua biografia di Duke Ellington sostiene che i brani “In a Sentimental Mood”, “Sophisticated Lady” (con Lawrence Brown), e “Prelude to a Kiss” provengano da adattamenti di melodie di Hardwick. Come si sa, molte composizioni di Ellington prendevano spunto da temi composti da membri dell'orchestra.
Hardwick, che aveva un suono dolce e cremoso, fu il primo contralto in quasi tutti i pezzi di Ellington tra il 1932 e il 1946, tranne per i pochi pezzi in cui Duke richiedeva il suono più asciutto di Hodges. La situazione era rovesciata per quello che riguardava gli assoli, che erano quasi tutti assegnati a Johnny Hodges. Tra i pezzi in cui Hardwick era il solista, i più famosi erano Black And Tan Fantasy, In a Sentimental Mood e Sophisticated Lady. Dopo l'abbandono di Hardwick's (e la sua sostituzione con Russell Procope) Hodges si affermò rapidamente sia come primo contralto sia come solista principale per lo strumento.
Hardwick rimase con Ellington fino al maggio del 1946, quando disaccordi in cui era implicata la ragazza di Hardwick fecero sì che abbandonasse l'orchestra. Hardwick lavorò come freelance ancora un paio d'anni, per poi ritirarsi dal mondo della musica.